# La bodega (film 1930)
La bodega è un film del 1930, diretto da Benito Perojo, basato sul romanzo omonimo di Vicente Blasco Ibáñez, pubblicato nel 1905.
Nato come film muto, a La bodega fu successivamente unita una colonna sonora comprendente effetti rumoristici.

## Trama
È evidentemente una coppia cosiddetta "aperta" quella fra i cugini Lola e Luis, nipoti del più potente allevatore e produttore agricolo della zona di Jerez de la Frontera: infatti, durante un ricevimento tenuto in occasione della vendemmia, Lola cerca apertamente di sedurre Rafael - il fidanzato di María Luz -, e quasi vi riesce; e, più avanti, durante una sagra del vino, sarà Luis ad avere rapporti non proprio consenzienti con María, le cui difese erano molto allentate in virtù del suo stato di ubriachezza.
María, sentendosi colpevole, tronca a malincuore il rapporto con Rafael, e confessa l'accaduto al padre Fermin, che si presenta a Luis intimandogli di sposare la figlia, dopo averla "disonorata" (per quanto le eventuali conseguenze di tale disonore siano ignote). Luis cerca di cavarsi d'impaccio compiegando un cospicuo assegno, ma Fermin, sdegnato, lo rifiuta. Fra i due uomini si sviluppa uno scontro, al termine del quale Luis giace morto.
Fermin, omicida, viene aiutato a fuggire da Rafael - la cui passata esperienza come contrabbandiere gli aveva fatto conoscere a menadito le regioni montuose del luogo -, che lo istrada per un sentiero seguendo il quale avrebbe facilmente valicato la frontiera, per poi, da là, proseguire, possibilmente impunito, per l'America. È solo al momento del commiato fra i due che Fermin riferisce a Rafael il motivo dell'assassinio, pregandolo nel contempo di recarsi da María a comunicarle le sue scuse ed il suo "perdono".
Rafael ottempera alle richieste di Fermin, ma quando María gli chiede se, a sua volta, ha perdonato, egli risponde: "mai!", poi parte, a cavallo. Dopo un breve tratto Rafael si ravvede, torna indietro da María e la aiuta a montare sulla cavalcatura. I due si allontanano assieme.

## Produzione
Gli esterni sono stati girati a Jerez de la Frontera e a Siviglia; gli interni sono stati realizzati presso i teatri di posa della Pathé-Natan a Joinville-le-Pont.
Nell'ambito del Progetto Lumière della Comunità europea, le pellicole (la versione muta e quella sonora) sono state restaurate a cura del CNC (Centre National de la cinématographie et de l'image animée) con la collaborazione con la Filmoteca Española.
Grazie alla reputazione del film, il regista Benito Perojo fu invitato negli Stati Uniti dove ha girato film in spagnolo per i principali studi cinematografici hollywoodiani.

## Distribuzione
Il film è uscito in Spagna il 26 febbraio 1930, e in Francia il 27 giugno dello stesso anno.
In tempi recenti, la pellicola è stata proiettata al Festival internazionale del cinema di Karlovy Vary del 2001 e in un'iziativa dell'Archivio Cinematografico Greco (Ταινιοθήκη της Ελλάδος) nel 2010.